# Thelocactus

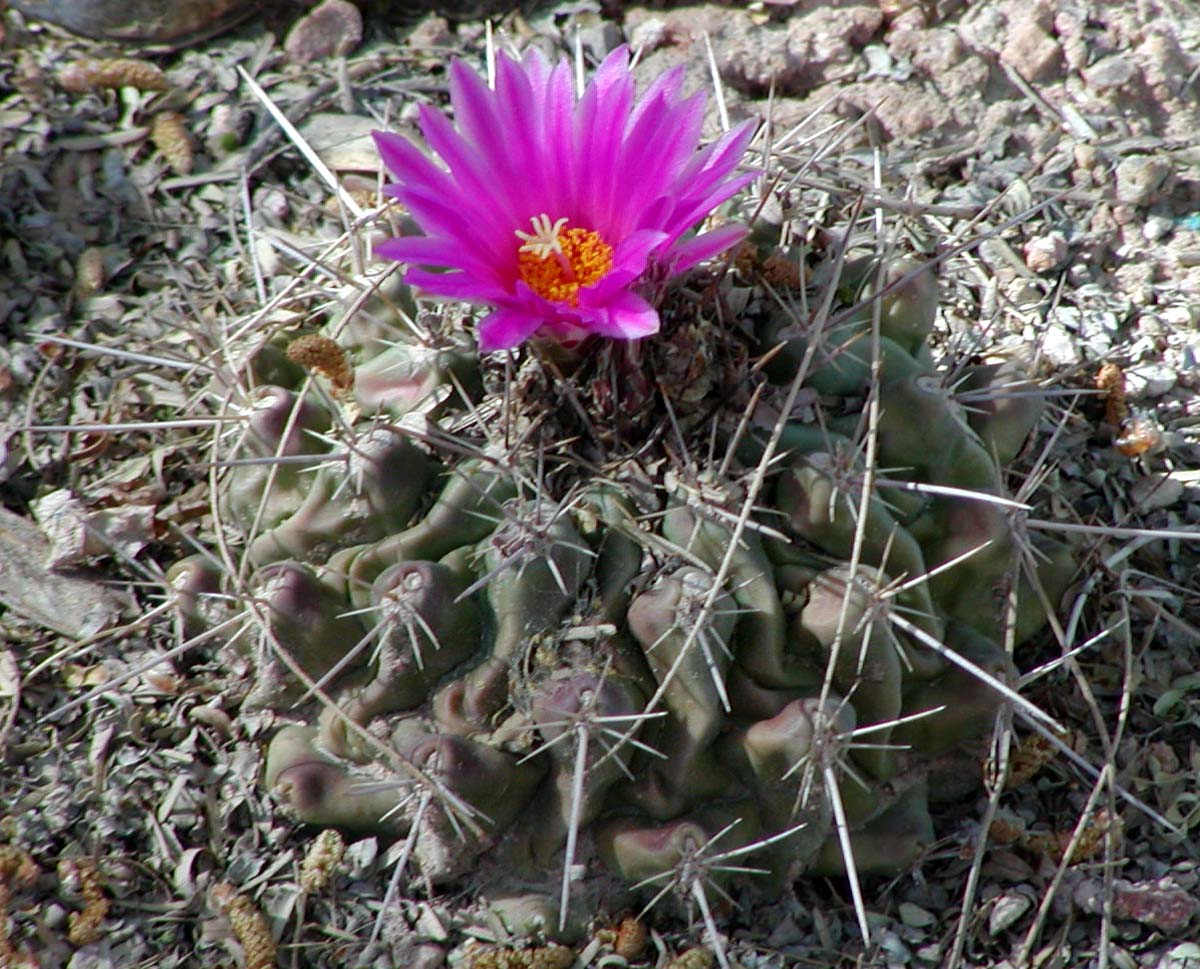
Thelocactus rinconensis

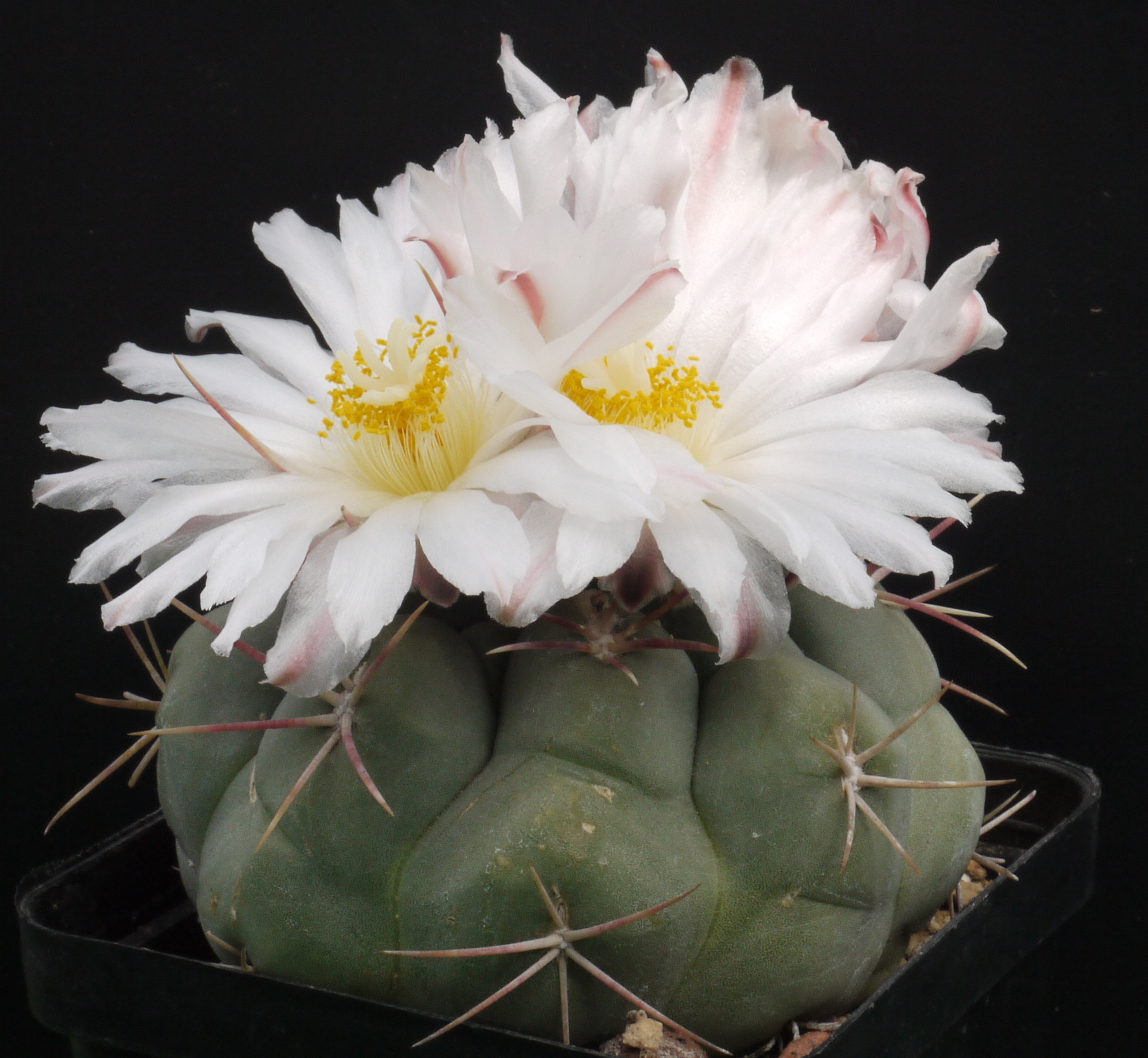
Thelocactus hexaedrophorus

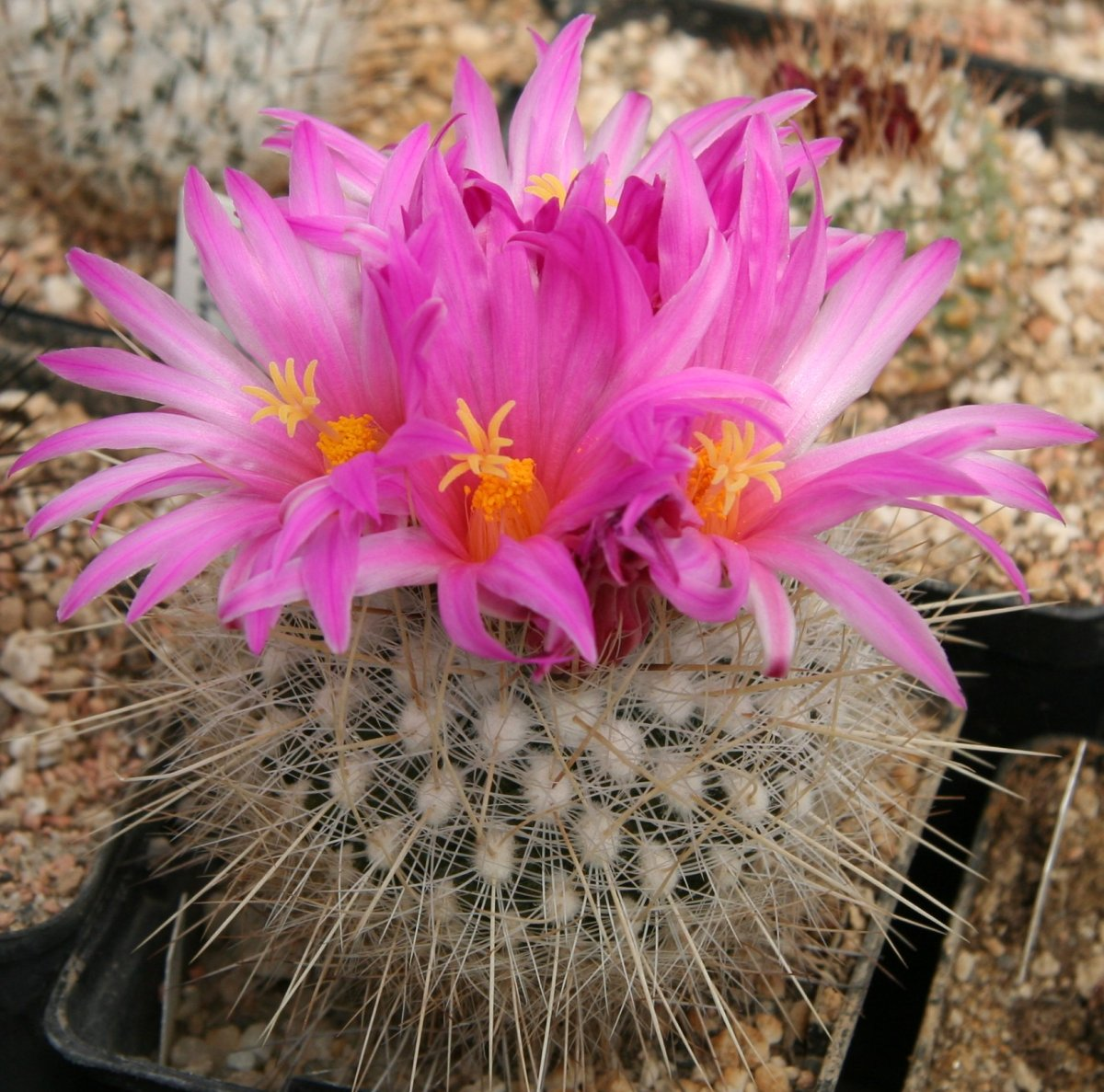
Thelocactus macdowellii

Thelocactus ist eine Pflanzengattung aus der Familie der Kakteengewächse (Cactaceae). Der botanische Name der Gattung leitet sich vom griechischen Wort „θηλή“ (thele) für Warze ab und weist auf in Warzen aufgelösten Rippen der Arten hin.

## Beschreibung
Thelokakteen sind flachkugelige bis schwach säulenförmige Stammsukkulenten von bis 25 (vereinzelt bis 40) cm Höhe und 20 cm Durchmesser. Die Pflanzen bleiben meist unverzweigt, verzweigen manchmal gering basal oder bilden selten durch starke Verzweigung Polster. Ihre Rippen sind in gerundet höckrige, an den Basen kantige Warzen aufgelöst. Die auf den Höckern stehenden Areolen sind rund oder in Längsrichtung verlängert. Die ihnen entsprießenden Dornen sind häufig bunt (rot, braun, gelb), manchmal auch abgeflacht oder stark aufgeraut und meist deutlich in Rand- und Mitteldornen gegliedert.
Die trichterförmigen, außen beschuppten Blüten erscheinen einzeln aus den jüngsten Areolen. Die Farbe der Blütenhüllblätter reicht von weiß über gelb und rötlich bis magenta und purpur. Nach Befruchtung werden grüne oder rote Früchte gebildet, die bei Reife austrocknen, sich basal öffnen und schwarze, birnenförmige Samen entlassen.

## Systematik und Verbreitung
Das Verbreitungsgebiet der Gattung Thelocactus erstreckt sich von Texas in den Vereinigten Staaten bis nach Zentralmexiko. Ihr Verbreitungsschwerpunkt ist der Norden von Mexiko.
Karl Moritz Schumann stellte Thelocactus 1898 als Untergattung von Echinocactus (Echinocactus subg. Thelocactus) auf. Nathaniel Lord Britton und Joseph Nelson Rose erhoben die Untergattung 1922 in den Rang einer Gattung. Die Typusart der Gattung ist Thelocactus hexaedrophorus.

### Systematik nach N.Korotkova et al. (2021)
Die Gattung umfasst die folgenden Arten:
- Thelocactus bicolor (Galeotti ex Pfeiff.) Britton & Rose
  - Thelocactus bicolor subsp. bicolor
  - Thelocactus bicolor subsp. bolaensis (Runge) Doweld
  - Thelocactus bicolor subsp. flavidispinus (Backeb.) N.P.Taylor
  - Thelocactus bicolor subsp. heterochromus (F.A.C.Weber) Mosco & Zanov.
  - Thelocactus bicolor subsp. schwarzii (Backeb.) N.P.Taylor
- Thelocactus buekii (Klein bis) Britton & Rose
- Thelocactus conothelos (Regel & Klein bis) F.M.Knuth
  - Thelocactus conothelos subsp. argenteus (Glass & R.A.Foster) Glass
  - Thelocactus conothelos subsp. aurantiacus (Glass & R.A.Foster) Glass
  - Thelocactus conothelos subsp. conothelos
  - Thelocactus conothelos subsp. garciae (Glass & Mend.-Garc.) Mosco & Zanov.
- Thelocactus hastifer (Werderm. & Boed.) F.M.Knuth
- Thelocactus hexaedrophorus (Lem.) Britton & Rose
  - Thelocactus hexaedrophorus subsp. hexaedrophorus
  - Thelocactus hexaedrophorus subsp. lloydii (Britton & Rose) Kladiwa & Fittkau
- Thelocactus lausseri Říha & Busek
- Thelocactus leucacanthus (Zucc. ex Pfeiff.) Britton & Rose
- Thelocactus macdowellii (Rebut ex Quehl) W.T.Marshall
- Thelocactus ×mirandus Halda & Panar.
- Thelocactus multicephalus Halda & Panar. ex Halda
- Thelocactus rinconensis (Poselg.) Britton & Rose
- Thelocactus setispinus (Engelm.) E.F.Anderson
- Thelocactus tepelmemensis T.J.Davis, H.M.Hern., G.D.Starr & Gómez-Hin.[4]
- Thelocactus tulensis (Poselg.) Britton & Rose

Synonyme der Gattung sind Echinocactus subg. Thelocactus K.Schum. (1898), Hamatocactus Britton & Rose (1922), Napina Frič (1928), Thelomastus Frič ex Kreuz. (1935) und Torreycactus Doweld (1998).

### Systematik nach Anderson/Eggli (2005)
Zur Gattung Thelocactus gehören die folgenden Arten:
- Thelocactus bicolor (Galeotti ex Pfeiff.) Britton & Rose
  - Thelocactus bicolor subsp. bicolor
  - Thelocactus bicolor subsp. flavidispinus (Backeb.) N.P.Taylor
  - Thelocactus bicolor subsp. schwarzii (Backeb.) N.P.Taylor
- Thelocactus conothelos (Regel & Klein) Backeb. & F.M.Knuth
  - Thelocactus conothelos subsp. argenteus (Glass & Foster) Glass
  - Thelocactus conothelos subsp. aurantiacus (Glass & Foster) Glass
  - Thelocactus conothelos subsp. conothelos
- Thelocactus garciae Glass & Mend.-Garc. ≡ Thelocactus conothelos subsp. garciae (Glass & Mend.-Garc.) Mosco & Zanov.
- Thelocactus hastifer (Werderm. & Boed.) F.M.Knuth
- Thelocactus heterochromus (F.A.C.Weber) Oosten ≡ Thelocactus bicolor subsp. heterochromus (F.A.C.Weber) Mosco & Zanov.
- Thelocactus hexaedrophorus (Lem.) Britton & Rose
  - Thelocactus hexaedrophorus subsp. hexaedrophorus
  - Thelocactus hexaedrophorus subsp. lloydii (Britton & Rose) N.P.Taylor
- Thelocactus lausseri Říha & Busek
- Thelocactus leucacanthus (Zucc. ex Pfeiff.) Britton & Rose
  - Thelocactus leucacanthus subsp. leucacanthus
  - Thelocactus leucacanthus subsp. schmollii (Werderm.) Mosco & Zanov. = Thelocactus leucacanthus (Zucc. ex Pfeiff.) Britton & Rose
- Thelocactus macdowellii (Rebut ex Quehl) Glass
- Thelocactus rinconensis (Poselg.) Britton & Rose
  - Thelocactus rinconensis subsp. hintonii Lüthy = Thelocactus rinconensis (Poselg.) Britton & Rose
  - Thelocactus rinconensis subsp. multicephalus (Halda & Panar. ex Halda) Luethy ≡ Thelocactus multicephalus Halda & Panar. ex Halda
  - Thelocactus rinconensis subsp. rinconensis
- Thelocactus setispinus (Engelm.) E.F.Anderson
- Thelocactus tulensis (Poselg.) Britton & Rose
  - Thelocactus tulensis subsp. bueckii (Klein) N.P.Taylor ≡ Thelocactus buekii (Klein bis) Britton & Rose
  - Thelocactus tulensis subsp. matudae (Sánchez-Mej. & A.B.Lau) N.P.Taylor = Thelocactus buekii (Klein bis) Britton & Rose
  - Thelocactus tulensis subsp. tulensis

Mit ×Thelobergia Hirao existiert eine künstlich erzeugte Gattungshybride Thelocactus heterochromus × Leuchtenbergia principis.
Synonyme für die Gattung sind Hamatocactus Britton & Rose (1922), Thelomastus Frič (1935, nom. inval. ICBN-Artikel 36.1) und  Torreyocactus Doweld (1998).

## Weiterführende Literatur
- Edward F. Anderson: A revision of the genus Thelocactus B. & R. (Cactaceae). In: Bradleya. Band 5, 1987, S. 49–76 (doi:10.25223/brad.n5.1987.a3).
- Alessandro Mosco, Carlo Zanovello: A phenetic analysis of the genus Thelocactus. In: Bradleya, Band 18, 2000, S. 45–70 (PDF).
- Alessandro Mosco, Carlo Zanovello: An introduction to the genus Thelocactus. In: Cactus & Co. Band 6, Nummer 3, 2002, S. 144–171 (PDF).